# Konrad Strieder
Konrad Strieder (* 19. April 1907; † 1. Dezember 1965) war ein deutscher Polizeioffizier. Er war Leiter der Hauptabteilung Schutzpolizei im Ministerium des Innern der DDR (MdI). 

## Leben
Strieder, von Beruf Kaufmann, leistete während des Zweiten Weltkriegs Kriegsdienst in der Wehrmacht und geriet als Wehrmachtsbeamter und Offizier in sowjetische Kriegsgefangenschaft. Er schloss sich dem Nationalkomitee Freies Deutschland (NKFD) an und kämpfte in deren Reihen gegen den deutschen Faschismus.
Strieder kehrte 1945 nach Deutschland in die Sowjetische Besatzungszone zurück, trat der Kommunistischen Partei Deutschlands (KPD) bei und wurde Angehöriger der Deutschen Volkspolizei (VP). Als Autodidakt machte er rasch Karriere und wurde 1953 Leiter der Hauptabteilung Schutzpolizei im Ministerium des Innern der DDR, zunächst im Rang eines Chefinspekteurs der Deutschen Volkspolizei. Im Juli 1957 wurde er zum Generalmajor umattestiert und im Oktober 1957 mit dem Vaterländischen Verdienstorden in Bronze ausgezeichnet. Die Kaderabteilung des MdI attestierte ihm „reiche praktische Erfahrung“ auf seinem Arbeitsgebiet, zugleich aber auch ein „schwach entwickeltes Klassenbewusstsein“. Beim Ministerwechsel im November 1963 wurden nach Karl Maron auch Hans-Hugo Winkelmann und Strieder „aus gesundheitlichen Gründen“ aus dem aktiven Dienst entlassen.
Strieder starb im Alter von 58 Jahren.

## Schriften (Auswahl)
- Die sozialistische Entwicklung auf dem Lande sichern. In: Volkspolizei 11 (1958), Heft 4, S. 9.
- Der sozialistische Arbeitsstil im Dienstzweige Schutzpolizei als Voraussetzung für die Erfüllung der Aufgaben des Dienstzweiges bei der Vollendung des Aufbaus des Sozialismus in der DDR. In: Schriftenreihe der Deutschen Volkspolizei (1959), Nr. 39, S. 957–970.